# Gioacchino Giangregorio
Gioacchino Giangregorio detto Nino (Terlizzi, 2 gennaio 1921 – 15 dicembre 1996) è stato un politico italiano e Senatore della Repubblica.

## Biografia
Laureato in giurisprudenza e avvocato di professione, sin da giovanissimo Nino Giangregorio era stato politicamente attivo nel MSI e successivamente nel MSI-DN. Fu numerose volte consigliere comunale presso il Comune di Terlizzi, ed ebbe incarichi di vicesindaco e, da marzo a luglio del 1989, anche di sindaco.
Ripetutamente candidato per il MSI-DN nel collegio senatoriale di Bitonto alle elezioni politiche del 1972, 1976, 1979, 1983 e 1987, in occasione delle politiche del 1983 ottenne il 15,1% dei voti e pertanto, in base al sistema elettorale proporzionale allora vigente, fu eletto senatore per la IX legislatura. Durante il mandato fece parte della Commissione Giustizia.